# 比薩體育會
比薩體育會（Pisa SC）是意大利托斯卡纳大区比萨的足球俱乐部。俱乐部成立于1909年，1994年破产后重组。球队的颜色是蓝色和黑色，主场位于加里波第-罗密欧·安科内塔尼体育场。
比萨曾在1985年和1988年2次赢得米杜柏杯。
比萨目前在意大利足球乙级联赛中参赛。在2006-07赛季意大利丙1联赛中，比萨经过附加赛战胜蒙扎升入意乙。2009年，俱樂部再次面臨破產。

## 历史
在1965年升入乙级后，比萨用了3年时间，首次升入意甲，但很快在1968-69赛季降回乙级。
1970年代比萨基本在丙级参赛，直到1979年才回到乙级。
在俱乐部主席罗密欧·安科内塔尼的带领下，比萨在1982年升入甲级，并在其后9年中的6个赛季在甲级参赛。
1982-83赛季，比萨排名第11位，是在意甲中的最高排名，但在随后的赛季降级。
仅用一个赛季，比萨便回到甲级，但球队在1985-86赛季最后三场比萨中全部输球，再次降级。
1987年，球队重复了这样的升降级循环。
比萨最后一次升入甲级是在1990年，球队拥有米歇尔·帕多瓦诺、迭戈·西蒙尼等天才球员，在积分榜上曾一度领先，但最终依然难逃降级厄运。这次降级导致了俱乐部严重的财政问题。
1994年，比萨在降级附加赛中失利降入丙1级。随后的破产让比萨只能参加更低级别的联赛。
1996年，比萨返回丙2级；1999年返回丙1级。直到2007年，球队终于又获得乙级参赛资格。
在2006-07赛季，比萨在丙1联赛最终积分榜上排名第3，在升降附加赛中连胜威尼斯和蒙扎升入乙级。
在2007-08赛季，比萨在乙级联赛最终积分榜上以积71分的成绩排名第6位获得了附加赛的资格，在升甲级的附加赛中，比萨输给了莱切未能成功升级。

## 著名球员
- 马里奥·比恩（Mario Been）
- 克劳斯·贝尔格林（Klaus Berggreen）
- 邓加（Dunga）
- 荷西·查莫特（José Chamot）
- 保罗·埃里奥特（Paul Elliott）
- 威姆·基夫（Wim Kieft）
- 亨里克·拉松（Henrik Larsen）
- 罗伯托·穆齐（Roberto Muzzi）
- 米歇尔·帕多瓦诺（Michele Padovano）
- 兰博托·皮奥瓦内利（Lamberto Piovanelli）
- 弗朗西斯·塞维伦斯（Francis Severeyns）
- 詹卢卡·西尼奥里尼（Gianluca Signorini）
- 迭戈·西蒙尼（Diego Simeone）
- 马尔科·塔尔代利（Marco Tardelli）
- 克里斯蒂安·维耶里（Christian Vieri）

## 著名教练
- 米尔恰·卢切斯库（Mircea Lucescu)
- 路易吉·西蒙尼（Luigi Simoni）
- 路易斯·维尼奇奥（Luis Vinicio）